# Eforie
Eforie este un oraș în județul Constanța, Dobrogea, România, format din localitățile componente Eforie Nord și Eforie Sud (reședința). Orașul a fost fondat în 1966 prin unificarea administrativă a actualelor localități componente. La recensământul din 2011, orașul avea o populație de 9.473 locuitori.

## Informații generale
Eforie Nord, a doua stațiune ca mărime, este o stațiune cu regim balneoclimateric permanent. În partea de sud-vest se află lacul Techirghiol cunoscut pentru proprietățile curative ale nămolului, astfel că turismul recreativ se îmbină cu cel balnear.
Stațiunea este situată pe fâșia litorală dintre lacul Techirghiol și Marea Neagră, între Agigea la nord și Eforie Sud la sud, la circa 15 km de Constanța. În Eforie Nord se poate ajunge pe șosea: 15 km sud de Constanța pe DN39 (E 87) și 29 km nord de Mangalia, sau pe calea ferată: 14 km sud de Constanța pe linia Constanța-Mangalia, gara Eforie Nord.
Eforie Sud, partea de sud a orașului, a fost fondată de Ion Movilă în 1899, când acesta a ridicat un hotel numit Băile Movilă (Movilă Spa). În 1928, băile au fost redenumite Carmen-Sylva, după pseudonimul reginei Elisabeta a României. În 1950, după instaurarea regimului comunist, numele orașului a fost schimbat din nou în Vasile Roaită, numele unui muncitor de la atelierele Grivița ce s-a remarcat în timpul grevei din 1933. În 1962, orașul a fost redenumit Eforie Sud.
În 1966, orașul Eforie a fost creat prin unirea celor două localități Eforie Nord și Eforie Sud. În mod formal, Eforie Sud este centrul administrativ, iar Eforie Nord este localitatea dependentă.

## Geografie

### Climă
Clima marină este caracterizată de veri fierbinți (temperatura medie în luna iulie depășește 22 grade Celsius), ierni blânde, cu strat subțire de zăpadă (temperatura medie în ianuarie este de 0 grade Celsius) și de precipitații scăzute (cca 400 mm anual). Vara, nebulozitatea fiind minimă, soarele strălucește 10-12 ore pe zi.

### Plaje
Plaja stațiunii Eforie Nord atinge cam 3 km lungime și lățimi de 20-100m, mărginită în partea de nord a stațiunii de o faleză de peste 30 de metri. Intrarea în mare este lină în unele locuri cu nisip fin, alteori cu nisip și pietre mici, plaja fiind acoperită cu nisip.
Eforie Nord 2008 - 2010 o dată cu începerea crizei economice din România, stațiunea Eforie Nord a început să câștige popularitate fiind una din cele mai căutate stațiuni datorită prețurilor mai mici si oportunitatilor mari de cazare, Eforie Nord fiind una din zonele preferate pentru investiții în vile si pensiuni înainte de venirea crizei datorită prețurilor mici la terenuri.

## Demografie
Componența etnică a orașului Eforie
     Români (65,91%)
     Tătari (3,16%)
     Alte etnii (1,41%)
     Necunoscută (29,51%)
Componența confesională a orașului Eforie
     Ortodocși (61,29%)
     Musulmani (4,07%)
     Alte religii (2,53%)
     Necunoscută (32,12%)
Conform recensământului efectuat în 2021, populația orașului Eforie se ridică la 8.630 de locuitori, în scădere față de recensământul anterior din 2011, când fuseseră înregistrați 9.473 de locuitori. Majoritatea locuitorilor sunt români (65,91%), cu o minoritate de tătari (3,16%), iar pentru 29,51% nu se cunoaște apartenența etnică. Din punct de vedere confesional, majoritatea locuitorilor sunt ortodocși (61,29%), cu o minoritate de musulmani (4,07%), iar pentru 32,12% nu se cunoaște apartenența confesională.
|  | Graficele sunt indisponibile din cauza unor probleme tehnice. Mai multe informații se găsesc la Phabricator și la wiki-ul MediaWiki. |

Date: Recensăminte sau birourile de statistică - grafică realizată de Wikipedia

## Politică și administrație
Orașul Eforie este administrat de un primar și un consiliu local compus din 17 consilieri. Primarul, Robert-Nicolae Șerban[*], de la Partidul Național Liberal, este în funcție din 2016. Începând cu alegerile locale din 2024, consiliul local are următoarea componență pe partide politice:
|  | Partid                          | Consilieri | Componența Consiliului | Componența Consiliului | Componența Consiliului | Componența Consiliului | Componența Consiliului | Componența Consiliului | Componența Consiliului | Componența Consiliului | Componența Consiliului | Componența Consiliului |
|  | ------------------------------- | ---------- | ---------------------- | ---------------------- | ---------------------- | ---------------------- | ---------------------- | ---------------------- | ---------------------- | ---------------------- | ---------------------- | ---------------------- |
|  | Partidul Național Liberal       | 10         |                        |                        |                        |                        |                        |                        |                        |                        |                        |                        |
|  | Alianța pentru Unirea Românilor | 3          |                        |                        |                        |                        |                        |                        |                        |                        |                        |                        |
|  | Partidul Social Democrat        | 2          |                        |                        |                        |                        |                        |                        |                        |                        |                        |                        |
|  | Partidul România Mare           | 2          |                        |                        |                        |                        |                        |                        |                        |                        |                        |                        |

## Baze de tratament
Eforie Nord dispune de o infrastructură diversificată, baze de agrement, terenuri de sport, piscine cu accesorii pentru activități nautice etc.
Baza de tratament funcționează pe tot timpul anului, spațiile de cazare fiind încălzite în perioada sezonului rece. Stațiunea este recomandată pentru tratamentul afecțiunilor reumatice, dermatologice și ale sistemului osos. Factorii de cură naturală sunt clima marină excitantă, apa mării care este clorată, sulfatată, sodică, magneziană, hipotonică (mineralizare medie de 15,5g). Localitatea dispune de o infrastructură diversificată, baze de agrement, terenuri de sport, piscine cu accesorii pentru activități nautice etc. 
Eforie Nord are posibilități de cazare de aproximativ 3.300 paturi în hoteluri și vile, de categorii de 1 sau 3 stele.